# Kaali-Meteoritenkrater
Koordinaten: 58° 22′ 19″ N, 22° 40′ 10″ O

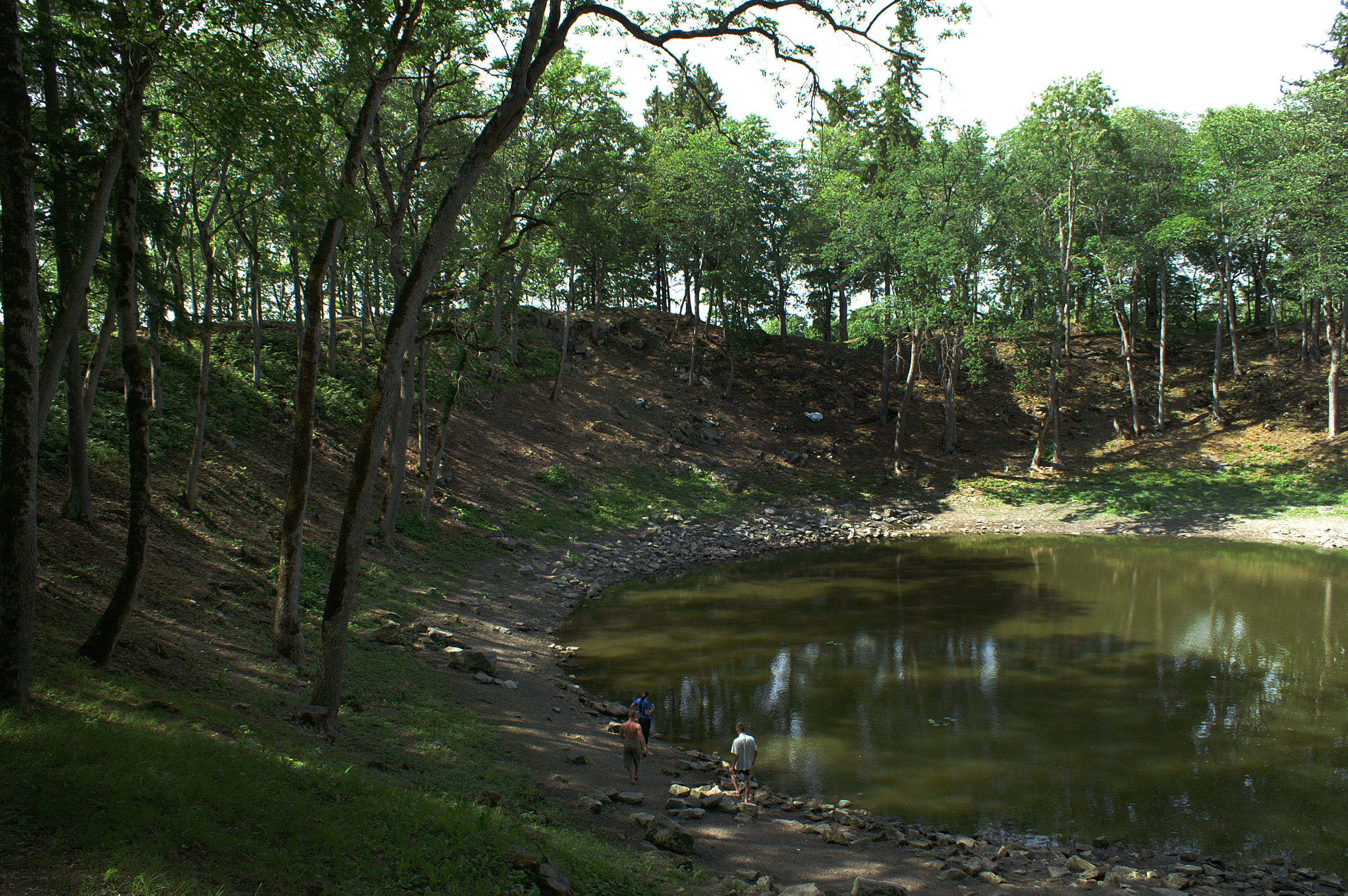
Der fast kreisrunde Kaali-Meteoritensee und der ihn umgebende Wall

Der Kaali-Meteoritenkrater ist der auf der estnischen Insel Saaremaa gelegene Hauptkrater  eines vor etwa 4000 Jahren erfolgten Meteoriteneinschlages. Er befindet sich 18 Kilometer von Kuressaare entfernt in einem Wäldchen bei dem Ort Kaali. Das Zentrum des Kraters ist ein Tümpel mit grünlichem Wasser und etwa 50 Metern im Durchmesser. Ihn umgibt ein 16 Meter hoher Erdwall mit etwa 110 Metern im Durchmesser. In der Umgebung befinden sich acht Nebenkrater, die mit Durchmessern zwischen 15 und 40 Metern deutlich kleiner sind.
Der Einschlag des Meteoriten hinterließ Spuren in finnischen und skandinavischen Überlieferungen. Außerdem soll er vom griechischen Autor Pytheas in seinen Aufzeichnungen erwähnt worden sein. In der Bevölkerung Saaremaas gibt es mehrere Mythen zur Entstehung der Krater. So soll die Erde hier aus Entsetzen über eine Geschwisterheirat die Traukirche verschlungen haben. Eine andere Sage berichtet von einem Gutsherrn, der nach einer zügellosen Orgie samt Gutshof und Feiergesellschaft vom Erdboden verschlungen worden sein soll.

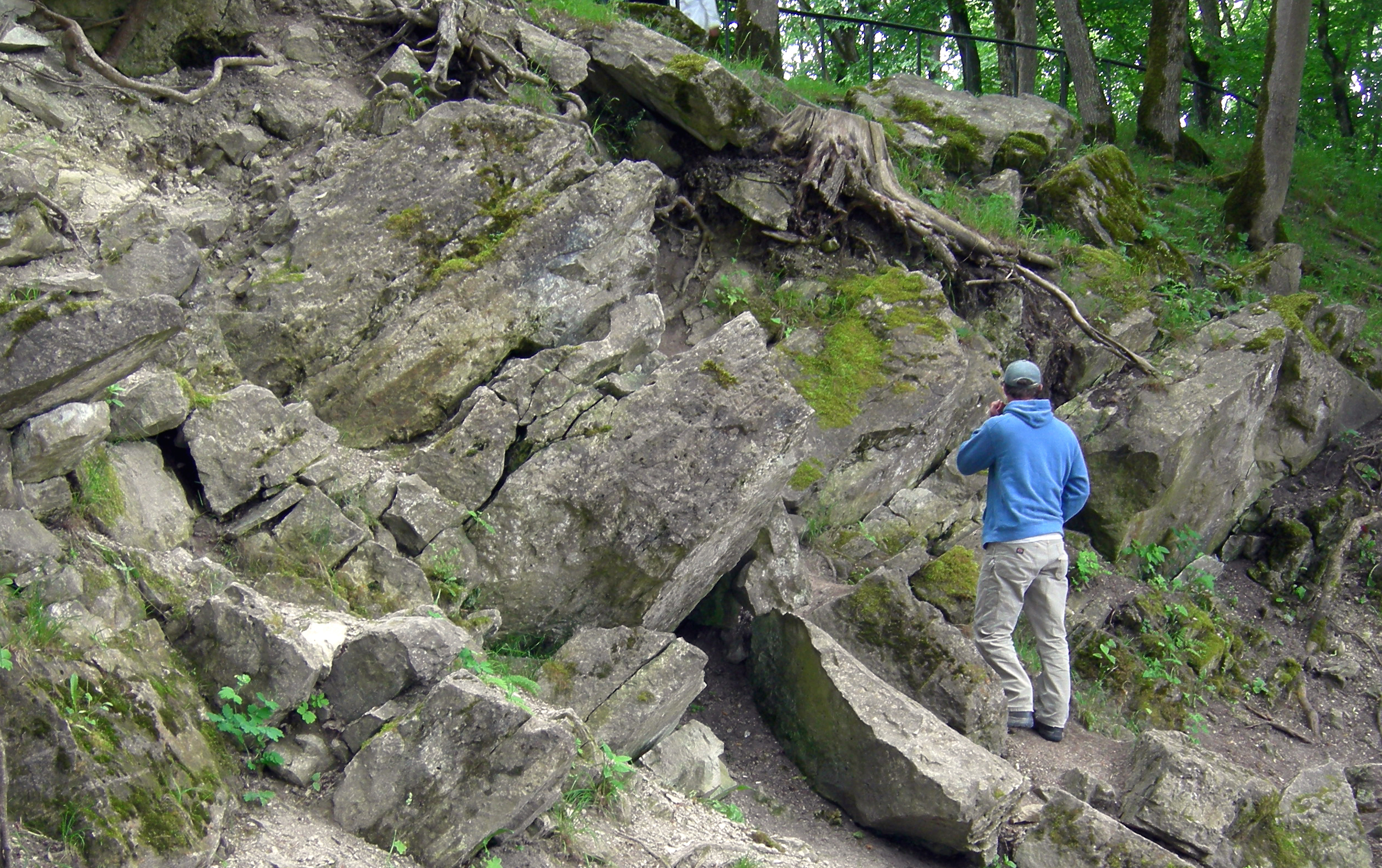
Durch die Explosion wurden die den Hauptkrater umgebenden Dolomitfelsen schräg aufgeworfen

Im 18. und 19. Jahrhundert entstanden verschiedene Theorien über einen Vulkanausbruch, Salzaufpressungen, eine Gasexplosion oder ein vorzeitliches Wasserreservoir. Die Deutung als Einschlagskrater wurde erstmals von Alfred Wegener vorgeschlagen, der 1927 im Rahmen einer Reihe von Gastvorlesungen in Riga die Insel Saaremaa besuchte. Schließlich konnte der Geologe Ivan Reinwald im Jahre 1937 nach Funden verkohlter Holzreste und von Meteoritenbruchstücken mit einem Nickelgehalt von 8,3 % eindeutig den Einschlag eines Eisenmeteoriten nachweisen.
Weitere Nachforschungen vervollständigten das heute anerkannte Gesamtbild. So wird angenommen, dass ein ursprünglich 400 bis 10.000 Tonnen schwerer Meteorit aus nordöstlicher Richtung mit einer Geschwindigkeit von 15 bis 45 km/s in die Erdatmosphäre eintrat, durch die auftretende Reibung stetig Masse verlor und schließlich in einer Höhe von etwa fünf bis zehn Kilometern in mehrere Fragmente auseinanderbrach. Das größte dieser Fragmente schlug mit einem Gewicht von 20 bis 80 Tonnen und einer Aufprallgeschwindigkeit von 10 bis 20 km/s auf und hinterließ den besagten Krater. Weitere, kleinere Bruchstücke verursachten die acht Nebenkrater.